# Agrocybe broadwayi
Agrocybe broadwayi är en svampart som först beskrevs av William Alphonso Murrill, och fick sitt nu gällande namn av Dennis 1953. Agrocybe broadwayi ingår i släktet marktofsskivlingar och familjen Strophariaceae.   Inga underarter finns listade i Catalogue of Life.